# Mü & mehr
Mü & mehr ist eine Sammlung von Kartenspielen, entwickelt von Doris Matthäus und Frank Nestel und erstmals 1995 im Eigenverlag Spiele von Doris & Frank herausgegeben. 1997 erschien das Spiel bei Amigo, 2003 wurde es bei Spiele von Doris & Frank neu aufgelegt. Eine englische Version erschien bei Rio Grande Games unter dem Namen Mü & more. 2007 erschien bei Amigo und Rio Grande Games eine Kartenspielbox 4-in-1: Die besten Stichspiele mit den Spielen Mü, Njet, Was Sticht und Meinz (Willi).

## Spielbeschreibungen
Mü & mehr enthält, je nach Version, vier bis sechs eigenständige Kartenspiele, die mit einem speziellen Blatt, bestehend aus 60 Karten in fünf Kartenfarben, gespielt werden. Die mögliche Spielerzahl, die Spieldauer und das empfohlene Mindestalter variieren je nach Spiel.
- Mü, das Flaggschiff, ein komplexes Stichspiel mit einer vorhergehenden Auktion.
- The last Panther, ein Spiel, bei dem man Stiche eher vermeidet, wenn es da nicht auch noch ein paar Pluspunkte gäbe.
- Wimmüln, ein Spiel, bei dem man seine Stiche ankündigt, mit einer Extraportion Bluff.
- Rummü, das etwas andere Rommé.
- Safarü, eine Spielart, für die es im Deutschen keinen Namen gibt.
- Calcory, eine schnelle Mischung aus „17 und 4“ und Gedächtnis.

Die ursprüngliche Version von 1995 umfasst alle sechs Spiele. In der Amigo-Version fehlen die Spiele The last Panther und Wimmüln. Die Neuauflage von 2003 enthält diese beiden Spiele wieder, dafür wurde auf Calcory verzichtet, wohl weil es als einziges der Spiele zusätzliches Spielmaterial benötigt.